# Ingrid Larsen
Ingrid Larsen est une joueuse d'échecs danoise née le 1er juillet 1909 et morte le 25 février 1990. Elle fut douzième du championnat du monde féminin en 1939.

## Biographie et carrière
Ingrid Larsen remporta les championnats du Danemark féminins à dix-sept reprises de 1936 à 1983.
En 1937, elle marqua 6 points sur 14 au championnat du monde féminin de Stockholm, un tournoi disputé suivant le système suisse en 14 rondes et finit à la 21e place ex æquo sur les 26 participantes.
En 1939, elle marqua 8,5 points sur 19 et finit onzième du championnat du monde féminin 1939 disputé à Buenos Aires en même temps que l'Olympiade d'échecs de 1939.
Après la Seconde Guerre mondiale, Ingrid Larsen participa au championnat du monde féminin en 1949-1950. Elle finit avant-dernière du tournoi. 
En 1950, la Fédération internationale des échecs lui décerna le titre de maître international féminin.
En 1957, Larsen représenta le Danemark lors de la première olympiade d'échecs féminine disputée à Emmen aux Pays-Bas. Elle disputé tous les matchs de son équipe et marqua 6 points en 11 parties et le Danemark finit onzième de la compétition. De 1966 à 1980, Ingrid Larsen disputa cinq autres olympiades. En 1976, elle marqua 7,5 points sur 14 au troisième échiquier de  l'équipe du Danemark qui finit huitième de la compétition en l'absence des équipes d'Europe de l'Est.